# Saison 2015 de l'équipe cycliste Stuttgart
La saison 2015 de l'équipe cycliste Stuttgart est la troisième de cette équipe.

## Préparation de la saison 2015

### Arrivées et départs
| Arrivées         | Équipe 2014      |
| ---------------- | ---------------- |
| Arnold Fiek      | LV Rothaus Baden |
| Tim Gebauer      | Stölting         |
| Moritz Schaffner | Rad-net Rose     |
| Julian Schulze   | LKT Brandenburg  |
| Johannes Weber   | Heizomat         |

| Départs              | Équipe 2015         |
| -------------------- | ------------------- |
| Jack Cummings        |                     |
| Nikodemus Holler     | Bike Aid            |
| Alexander Krieger    | Leopard Development |
| Christopher Muche    | Veloclub Ratisbona  |
| Tino Thömel          | RTS-Santic Racing   |
| Marc-Andre Tzschupke | MLP Bergstrasse     |

## Coureurs et encadrement technique

### Effectif
| Cycliste         | Date de naissance | Nationalité | Équipe 2014                |  |
| ---------------- | ----------------- | ----------- | -------------------------- |  |
| Till Drobisch    | 2 mars 1993       | Namibie     | Centre mondial du cyclisme |  |
| Arnold Fiek      | 13 octobre 1993   | Allemagne   | LV Rothaus Baden           |  |
| Tim Gebauer      | 13 mai 1989       | Allemagne   | Stölting                   |  |
| Kai Kautz        | 5 novembre 1987   | Allemagne   | Stuttgart                  |  |
| Georg Loef       | 22 juin 1994      | Allemagne   | Stuttgart                  |  |
| Florian Nowak    | 26 janvier 1995   | Allemagne   | Stuttgart                  |  |
| Moritz Schaffner | 15 octobre 1993   | Allemagne   | Rad-net Rose               |  |
| Julian Schulze   | 9 janvier 1995    | Allemagne   | LKT Brandenburg            |  |
| Max Walsleben    | 23 juin 1990      | Allemagne   | Stuttgart                  |  |
| Johannes Weber   | 30 juillet 1994   | Allemagne   | Heizomat                   |  |

## Bilan de la saison

### Victoires
| Date | Course | Pays | Classe | Vainqueur |
| ---- | ------ | ---- | ------ | --------- |

### Classement UCI

#### UCI Europe Tour
| Rang | Coureur | Points |
| ---- | ------- | ------ |